# Bojary (sielsowiet Podłabienie)
Bojary (biał. Баяры) – wieś na Białorusi, położona w obwodzie grodzieńskim w rejonie grodzieńskim w sielsowiecie podłabieńskim.
Według Powszechnego Spisu Ludności z 1921 roku Bojary zamieszkiwało 194 osoby, wśród których 187 zadeklarowało wyznanie rzymskokatolickie, 1 prawosławne a 6 mojżeszowe. Jednocześnie wszyscy mieszkańcy oznaczyli polską przynależność narodową.
W latach 1921–1939 Bojary należały do gminy Hołynka w ówczesnym powiecie augustowskim w województwie białostockim.